# Pharmaceutical Research and Manufacturers of America
Pharmaceutical Research and Manufacturers of America (PhRMA), en español Investigadores y Productores Farmacéuticos de América, fundada en 1958, es una asociación que representa a las compañías de investigación y fabricación farmacéutica y biotecnológica. La actual presidenta de PhRMA es Ramona Sequeira.
PhRMA hace lobby en Washington para conseguir:
- "Un amplio acceso a patentes de medicinas seguras y efectivas a través del libre mercado, sin control de precios."
- "Fuertes incentivos a la propiedad intelectual."
- "Regulación y libre flujo de la información a los pacientes de forma transparente y eficaz."

## Miembros
Algunos de los miembros más importantes de PhRMA son los siguientes. Se puede encontrar una lista completa de miembros en la web de PhRMA.
- AstraZeneca
- Bayer
- Boehringer Ingelheim
- Bristol-Myers Squibb
- Eli Lilly and Company
- Genzyme Corporation
- GlaxoSmithKline
- Hoffmann-La Roche
- Merck
- Novartis
- Pfizer
- Sanofi-Aventis
- Schering-Plough Corporation
- Wyeth